# 田中良治
田中 良治（たなか りょうじ、1975年 - ）は、三重県出身の日本のウェブデザイナー、グラフィックデザイナー。武蔵野美術大学基礎デザイン学科教授。

## 来歴
1975年三重県生まれ。同志社大学工学部、岐阜県立国際情報科学芸術アカデミーを卒業後、2003年にセミトランスペアレント・デザインを設立。ウェブサイトの企画・制作、国内外の美術館・ギャラリーでの作品展示など、領域を横断して活動を行っている。

## 主な作品・活動

### ウェブデザイン
- 『Tokyo TDC ウェブサイト』（東京タイプディレクターズクラブ、2020年）[3][4]
- 『The Graphic Design Review ウェブサイト』（日本グラフィックデザイナー協会、2020年）[5]

### インスタレーション
- 『tFont/fTime』（山口情報芸術センター、2009年）[2]
- 『1つとたくさんの椅子』（NTTインターコミュニケーション・センター、2015年）[2]

### 展覧会の企画・キュレーション
- 『セミトランスペアレント・デザイン 退屈』（ギンザ・グラフィック・ギャラリー、2014年）[2][6]
- 『光るグラフィック展』（クリエイションギャラリーG8、2014年）[1]
- 『光るグラフィック展2』（クリエイションギャラリーG8、2019年）[2]
- 『光るグラフィック展0』（クリエイションギャラリーG8、2021年）[7]

### 展覧会への参加
- 『ICCオープン・スペース』2008[8]、2015[9]（NTTインターコミュニケーション・センター）[10][11][2]

## 主な受賞
- 第23回亀倉雄策賞（2021年、『Tokyo TDC ウェブサイト』に対して）[3][4][12]
- JAGDA賞（2017年、2020年、2021年）[1][2][3][4]
- JAGDA新人賞（2015年）[2][6][13][14]
- 東京TDC賞（2022年）[15][16]

## 関連書籍
- ggg Books -112『セミトランスペアレント・デザイン（世界のグラフィックデザイン112）』[17]
- アイデア No.398 『田中良治  光るグラフィック』[18][19]

## 関連人物・グループ
- 萩原俊矢